# Bikaner (distrikt)
Bikaner är ett distrikt i den indiska delstaten Rajasthan. Den administrativa huvudorten är staden Bikaner. Distriktets befolkningen uppgick till 1 674 271 invånare vid folkräkningen 2001, på en yta av 27 284 km². Bikaner ligger i Tharöknen och saknar vattendrag; jordbruket tar allt sitt vatten genom konstbevattning.

## Historia
Furstendömet Bikaner, som grundades 1488 av Rao Bika, son till Rao Jodha (se Jodhpur), hade under brittisk tid en yta på 60 391 kvadratkilometer. Maharajan svor lydnad till britterna 1883. Furstendömet avvecklades 1949 för att därefter bli en del av Indien.

## Administrativ indelning
Distriktet är indelat i sju tehsil, en kommunliknande administrativ enhet:
- Bikaner
- Chhatargarh
- Khajuwala
- Kolayat
- Lunkaransar
- Nokha
- Poogal

## Urbanisering
Distriktets urbaniseringsgrad uppgick till 35,54 % vid folkräkningen 2001. Den största staden är huvudorten Bikaner. Distriktet har endast två ytterligare städer, nämligen Deshnoke och Nokha.